# サラマンダー殲滅
『サラマンダー殲滅』（サラマンダーせんめつ）は、梶尾真治による長編SF小説。『獅子王』（朝日ソノラマ）で1988年4月号から1988年12月号と1989年3月号から1990年7月号まで連載された。
1991年に第12回日本SF大賞を受賞した。1991年にはNHK-FM放送の『サウンド夢工房』でラジオドラマが放送されている。

## 概要
プロットそのものは「要人暗殺のテロで夫と娘を殺された女性が、復讐を果たそうとする」というシンプルなものである。
本作は三部構成となっており、第1部は雨の降らない惑星を舞台とするが後半になるとパニック小説に変ずるが、奇抜なSF的アイデアと周到な伏線によって、この変貌は支えられている。第2部は一転してSFホラーとスパイ小説の趣きとなる。
物語世界の宇宙は、人類が地球を捨てて宇宙のあちこちの惑星に植民をしており、『スター・ウォーズ』を彷彿とさせるような華麗でカラフル、エキゾチックな惑星が描かれる。脇役も不遇ながらも宇宙船の操縦士になることを夢見る青年、持病により赴任先の星に留まることになった中年外交官といった印象的であり、脇役たちを含めたそれぞれのそれぞれの戦いの経て、恐ろしく苛酷な場所にあるテロ組織の本部襲撃を描く第3部へと物語は進む。
復讐小説、パニック小説、スパイ・スリラー、冒険活劇といった並みのエンターテイメント小説ならば6冊、7冊分のアイデアを投入し、スペクタクルを詰め込んだ大作である。
本作の第1部に登場する「飛びナメ」は「空飛ぶナメクジ」であるが、作中に「気色悪い生物」を登場させることになった際に、梶尾自身が幼少時の体験から生理的に苦手であるナメクジを元に創造された。

## 評価
- 毎日新聞書評欄SF時評（1990年12月）で大森望は、「宇宙規模のテロリスト組織による爆弾テロに巻き込まれて夫と娘を失った平凡な主婦が、テロリスト組織に復讐を挑む」とアニメや安っぽいスペースオペラのような設定を緻密なディテールによってSFとしてのリアリティを支えることで、一級のエンターテイメントSFになったと評している。
- 第39回（2018年）日本SF大賞で選評を記した日下三蔵は『マイナス・ゼロ』（広瀬正）、『石の血脈』（半村良）と本作を例として挙げ「新人の第一作が（ヒットに留まらず）誰の目にも分かるホームランであるケース」としている[4]。

## あらすじ
神鷹静香は惑星ヤポリスに夫、娘と暮らす24歳の平凡な主婦だった。そんな静香は後に「ヤポリス・サースディ」と名づけられる、エルンスト・グレム惑星機構事務総長の殺害を目的とした10km四方と無関係の市民6万人を蒸発させた汎銀河聖解放戦線の爆弾テロ活動に巻き込まれ、夫と娘を失う。静香自身は命を取り留めたものの、心神喪失となった。静香の父は静香の心に汎銀河聖解放戦線への憎悪を精神的外科手術で植え付けることで、静香の意識を取り戻すことを承諾。手術は成功する。しかし、意識を取り戻した静香は以前とは異なり、憎しみに燃える復讐の戦士となっていた。
静香に手を貸す代わりに静香との婚約を要求した契約軍人の夏目郁楠は、静香を砂漠惑星メフィスにある夏目の私設訓練所へ連れて行く。途中、ラッツォという宇宙船操縦の技量に優れる若者を仲間に加えた。訓練所では元テロリストの巨漢女戦士のドゥルガーが、静香に戦士としての基礎訓練を叩きこむ。
静香の父は、静香が危険な行動に出ないよう、復讐行動を起こそうとすると両足と右手が麻痺するという心理ブロックを合わせて施していた。その心理ブロックは「P.アルツ剤」によって一時的に解除することができたが、脳の記憶野を麻痺させることから静香の記憶を次第に失わせる副作用もあった。静香には、愛する夫、娘の記憶が薄れていっても、なお復讐の念だけが残るのだった。静香たちは汎銀河聖解放戦線のテロリストア・ウンとガスマンが砂漠惑星メフィスで計画していた爆弾テロを防ぐことには成功するが、より大きな被害を砂漠惑星メフィスに巻き起こしてしまう。また、その過程でグレム財団のグレム老と知り合う。
そのころ、惑星ヤポリスでは無機物、有機物関係なく融合していく“空間溶融”現象が発生していた。現象を調査するヨブ・貞永とラーミカ・由井は、空間溶融現象の原因が静香の超能力、記憶から物体に干渉する「負のサイコメトリ」であることを突き止めた。
汎銀河聖解放戦線の本部施設「サラマンダー」はバトルメント恒星系の地表温度が摂氏1400度に達しようかという灼熱惑星にあることが判明する。その惑星は自転周期と公転周期の関係で同じ半球を太陽に向けており、トワイライトゾーンに本部施設が建設されていたのだ。しかし、周期のずれによって本部施設のある場所は次第に昼半球側へと移っていこうとしていた。
サラマンダーの位置情報をつかんだグレム老は静香、夏目、ドゥルガー、ラッツォと共に、対「サラマンダー」攻略作戦を実行する。その一行を空間溶解現象解決のため、最悪は静香の抹殺までを命じられたヨブ・貞永、ラーミカ・由井、惑星メフィス治安隊が包囲しようとしていた。

## 主な登場人物
神鷹 静香（こうたか しずか）
主人公。初登場時24歳。平凡な主婦であったが、汎銀河聖解放戦線のテロのために夫と娘を失う。
夏目 郁楠（なつめ いくなん）
星条約機構の契約軍人。中佐。惑星防衛大学では秋山題吾の教え子であり、そのころから静香に一目ぼれし、求愛も行っている。
ドゥルガー
汎銀河聖解放戦線のテロリストだった巨漢のインド系女戦士。静香に特殊訓練を施す。
シヴァという男性テロリストと行動を共にし、異性としても愛していたが、シヴァに裏切られたことで汎銀河聖解放戦線への復讐を考えるようになる。
ラッツォ
無免許ではあるが宇宙船操縦の名手。なお、免許取得の試験に落ちたのは身長が規定に満たなかったため。
グレム老人
本名サタジット・グレム。グレム財団の総帥にして富豪。息子・エルンスト・グレム惑星機構事務総長が汎銀河聖解放戦線のテロの犠牲となっている。
ヨブ・貞永
ヤポリス警察第五課、通称エニグマ課の刑事。ラーミカ・由井と共に“空間溶融”現象の調査を行う。
ラーミカ・由井
サイコメトラー。ヨブ・貞永と共に“空間溶融”現象の調査を行う。
秋山 題吾（あきやま だいご）
静香の実父。元軍人。
ニキ・ガルシア
ハフ・ハハール
アーメル・メヘイの兄。
アーメル・メヘイ
ハフ・ハハールの妹。
J・P・ジョコ
ノア・沢井
汎銀河聖解放戦線
エネル・ゲ
汎銀河聖解放戦線の主席。
ア・ウン
荷物（大金と銃）をラッツォに盗まれる。そのラッツォを殺害するため、またヤポリスに次ぐテロ活動の実行に砂漠惑星メフィスへやってくる。
ガスマン
ア・ウンと共に砂漠惑星メフィスへやってくる。シヴァその人である。

## 書籍情報
- 1990年 朝日ソノラマ
  - ISBN 4-257-03293-6
表紙 野中昇
- 1992年 ソノラマノベルス 朝日ソノラマ
  - 上 ISBN 4-257-01036-3
  - 下 ISBN 4-257-01037-1
表紙 野中昇
解説 山岸真
- 1994年 ソノラマ文庫 朝日ソノラマ
  - 上 ISBN 4-257-76683-2
  - 下 ISBN 4-257-76684-0
表紙 永田千秋
解説 森下一仁
- 1999年 ソノラマ文庫NEXT 朝日ソノラマ
  - 上 ISBN 4-257-17337-8
  - 下 ISBN 4-257-17338-6
表紙 丹野忍
解説 山岸真
- 2006年 光文社文庫 光文社
  - 上 ISBN 4-334-74122-3
  - 下 ISBN 4-334-74123-1
表紙 岩郷重力
解説 田中芳樹
- 2018年 徳間文庫 徳間書店
  - 上 ISBN 978-4-19-894415-5
  - 下 ISBN 978-4-19-894416-2
表紙 岩郷重力
解説 北上次郎、田中芳樹

## ラジオドラマ
NHK-FM放送の『サウンド夢工房』の放送枠で「特集スペース・アドベンチャー」と銘打たれて1991年6月3日から同年6月21日に全15回が放送された。
1992年8月17日から同年9月4日にNHK-FM放送の『青春アドベンチャー』で再放送がされている。

### 出演
- 神鷹 靜香 - 塩田朋子
- 夏目 郁楠 - 塩沢兼人
- ドゥルガー - 杉浦悦子
- ラッツォ - 松田洋治
- グレム老人 - 北見治一
- ヨブ・貞永 - 関根信昭
- 神鷹 啓一 - 早坂直家
- ガスマン - 平泉成
- ラーミカ・由井 - 早瀬優香子
- ニキ・ガルシア - 千葉繁
- ハフ・ハハール - 三田松五郎
- アーメル・メヘイ - 横田砂選
- 秋山題吾 - 八木光生
- J・P・ジョコ - 川久保潔
- ア・ウン - 斎藤隆/石田圭祐
- ノア・沢井 - 仲恭司
- マルチスキ - 大滝寛
- ナレーター - 堀秀行
- その他出演 - 堀勝之祐、加納朋之、加藤亮夫、山崎海童

### スタッフ
- 脚色 - 高谷信之
- 演出 - 千葉守